# Vitnyéd
Vitnyéd (németül: Letting) község Győr-Moson-Sopron vármegyében, a Kapuvári járásban.

## Fekvése
Magyarország északnyugati részén, Kapuvártól 4 kilométerre nyugatra helyezkedik el.

### Megközelítése
A település központján áthalad, annak főutcájaként, kelet-nyugati irányban a Győrt Sopronnal összekötő 85-ös főút, így ez a legfontosabb közúti megközelítési útvonala.
Közigazgatási területét érinti az M85-ös autóút is, de annak itt nincs lehajtója, ezért a község az autóút felől csak a 8611-es út kapuvári vagy a 8648-as út fertőendrédi csomópontján keresztül érhető el.
A környező települések közül Agyagosszergénnyel a 8517-es, Hövejjel a 8619-es, Csapoddal és Ivánnal pedig a 8621-es út köti össze. Kapuvárral kerékpárút is összeköti.
A hazai vasútvonalak közül a települést a Győr–Sopron-vasútvonal érinti, melynek egy megállási pontja van itt; Vitnyéd-Csermajor megállóhely a község déli szélén helyezkedik el, közúti elérését csak önkormányzati utak biztosítják.

## Története
- 1350-től 1536-ig a Kanizsai család tulajdona volt.
- 1683-tól az Eszterházyak vették birtokba.
- 1876-ban beindult a vasúti forgalom.

## Közélete

### Polgármesterei
- 1990–1994: Id. Horváth Jenő (FKgP-MDF-KDNP)[3]
- 1994–1998: Horváth Jenő (független)[4]
- 1998–2002: Tóth Kálmán (független)[5]
- 2002–2006: Tóth Kálmán (független)[6]
- 2006–2010: Tóth Kálmán (független)[7]
- 2010–2014: Tóth Kálmán (független)[8]
- 2014–2019: Szalai Csaba József (független)[9]
- 2019–2024: Szalai Csaba (független)[10]
- 2024– : Szalai Csaba József (független)[1]

## Népesség
A település népességének változása:
| Lakosok száma | 1306 | 1307 | 1300 | 1455 | 1425 | 1440 | 1502 |
|               | 2013 | 2014 | 2015 | 2021 | 2022 | 2023 | 2024 |

A 2011-es népszámlálás során a lakosok 88,5%-a magyarnak, 0,2% cigánynak, 0,2% horvátnak, 0,7% németnek, 0,2% románnak mondta magát (11,5% nem nyilatkozott; a kettős identitások miatt a végösszeg nagyobb lehet 100%-nál). A vallási megoszlás a következő volt: római katolikus 78,4%, református 3%, evangélikus 1,1%, felekezeten kívüli 2,5% (14,7% nem nyilatkozott).
2022-ben a lakosság 92,1%-a vallotta magát magyarnak, 1,5% németnek, 0,6% cigánynak, 0,2% románnak, 0,1-0,1% ruszinnak, ukránnak és szlováknak, 2,1% egyéb, nem hazai nemzetiségűnek (7,6% nem nyilatkozott; a kettős identitások miatt a végösszeg nagyobb lehet 100%-nál). Vallásuk szerint 60,3% volt római katolikus, 2% református, 1,3% evangélikus, 0,3% görög katolikus, 1,1% egyéb keresztény, 0,4% egyéb katolikus, 5,5% felekezeten kívüli (29,2% nem válaszolt).

## Látnivalók, műemlékek
- római katolikus templom (titulus: Keresztelő Szent János fejvétele)
- Szent Antal kápolna

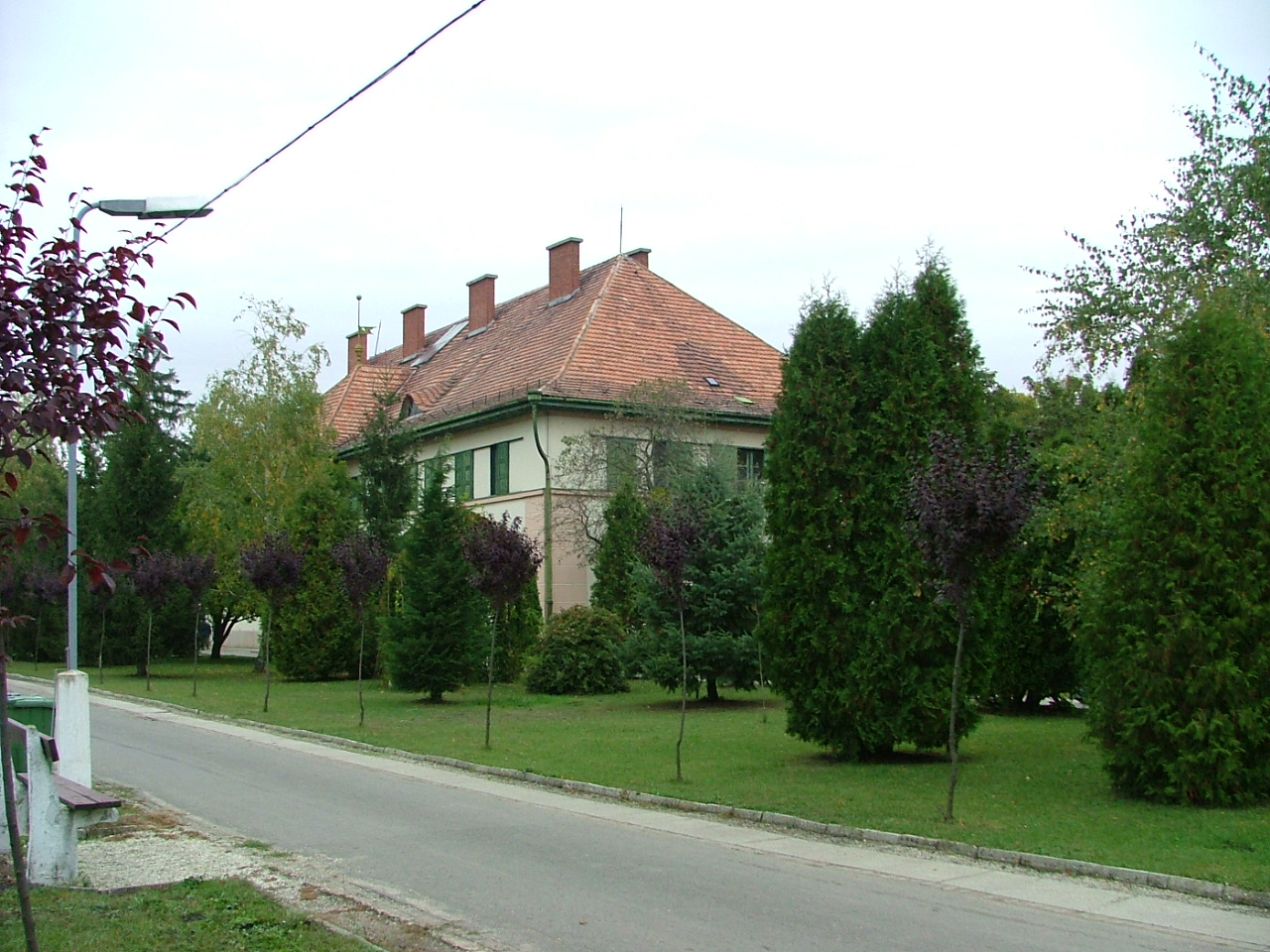
Csermajor, tejipari szakközépiskola
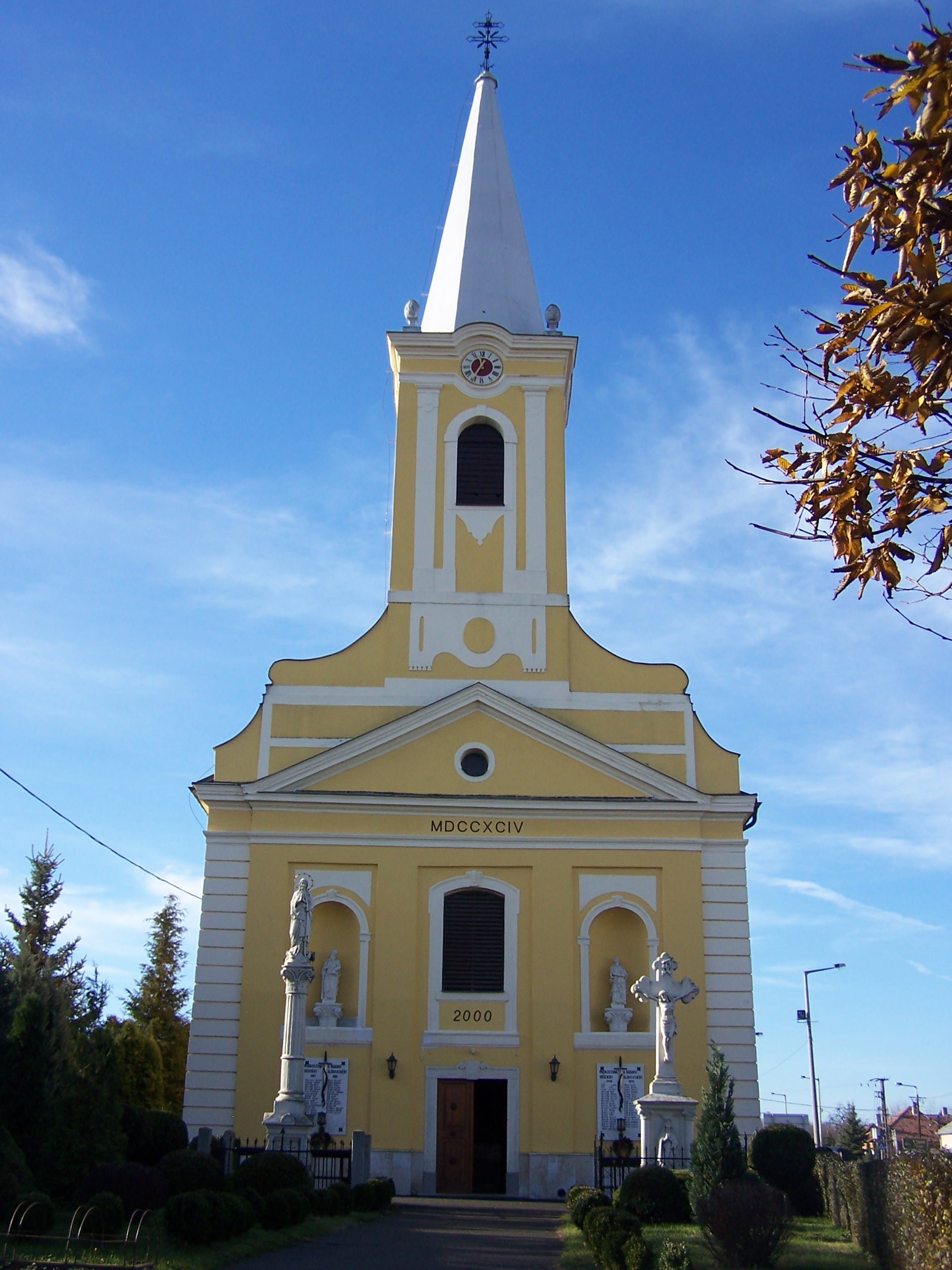
Keresztelő Szent János fejvétele r.k. templom